# Protocol Facultatiu de la Convenció sobre l'eliminació de totes les formes de discriminació contra la dona
El Protocol Facultatiu de la Convenció sobre l'eliminació de totes les formes de discriminació contra la dona (o, per les seves sigles en anglès, OP-CEDAW) és un tractat internacional que estableix els mecanismes de denúncia i investigació de la Convenció sobre l'eliminació de totes les formes de discriminació contra la dona (CEDAW, per les sigles en anglès). El Protocol va ser adoptat per l'Assemblea General de les Nacions Unides el 6 d'octubre de 1999 i va entrar en vigor el 22 de desembre de 2000. L'agost de 2014, el Protocol tenia 80 Estats signants i 105 Estats part.
Els Estats part en el Protocol atorguen competència al Comitè per a l'eliminació de la discriminació contra la dona per a conèixer denúncies d'individus o investigar «violacions greus o sistemàtiques» de la Convenció, la qual cosa ha donat lloc a una sèrie de decisions en contra dels Estats membres, en qüestions com ara la violència domèstica, el permís parental i l'esterilització forçosa, així com una investigació sobre l'assassinat sistemàtic de dones a la localitat mexicana de Ciudad Juárez, Chihuahua.

## Origen
El 1979, l'Assemblea General de les Nacions Unides va aprovar la Convenció sobre l'eliminació de totes les formes de discriminació contra la dona (CEDAW, per les sigles en anglès), que prohibia la discriminació contra les dones, però no incloïa cap mecanisme pel qual aquesta prohibició pogués ser legalment sancionada.
Durant la redacció original de la CEDAW, es va suggerir un mecanisme de denúncies individuals, però va ser rebutjat en eixe moment. Quinze anys més tard, la Declaració i Programa d'Acció de Viena de la Conferència Mundial sobre Drets Humans de 1993 van suggerir que eren necessaris nous procediments per implementar la Convenció i van aconsellar l'establiment d'un «dret de petició». Un grup expert independent va elaborar un esborrany en 1994, el qual contenia un procediment de denúncia i d'investigació. Aquest text va ser adoptat per a un estudi posterior per part del Comitè per a l'Eliminació de la Discriminació contra la Dona a inicis de 1995. La idea d'un protocol facultatiu va ser recolzada per la Quarta Conferència Mundial sobre la Dona el 1995, on es va demanar l'elaboració d'«un projecte de protocol facultatiu per a la Convenció sobre la Dona que pogués entrar en vigor al més aviat possible».
Al març de 1996, la Comissió de les Nacions Unides sobre l'Estatus de la Dona (CSW, per les sigles en anglès) va establir un grup de treball per elaborar un projecte formal. Després de tres anys de deliberacions, aquest projecte va ser presentat a principis de 1999. El Protocol Facultatiu va ser aprovat definitivament per l'Assemblea General de les Nacions Unides el 6 d'octubre de 1999.

## Contingut
La Convenció sobre l'eliminació de totes les formes de discriminació contra la dona va declarar il·legal la discriminació de gènere, obligant als Estats part a derogar lleis discriminatòries i a garantir la igualtat en els camps de la salut pública, l'ocupació i l'educació. El Protocol Facultatiu és un text complementari a la Convenció. No estableix cap nou dret, sinó que més aviat permet que els drets reconeguts en la Convenció siguin respectats.
Els articles 1 a 7 creen un mecanisme de denúncies similar a aquells del Primer Protocol Facultatiu del Pacte Internacional de Drets Civils i Polítics, del Protocol Facultatiu de la Convenció sobre els Drets de les Persones amb Discapacitat i de l'article 14 de la Declaració sobre l'eliminació de totes les formes de discriminació racial. Els partícips van acordar reconèixer la competència del Comitè per a l'eliminació de la discriminació contra la dona per a considerar denúncies «per o en nom de» individus o grups que reclamin que els seus drets sota la Convenció hagin estat violats. Si es presenta una denúncia en nom d'una víctima, és necessari el seu consentiment, llevat que qui presenti la denúncia pugui justificar actuar sense aquest consentiment. El que constitueix una «justificació», en aquest cas, depèn del Comité. La facultat perquè les denúncies puguin ser presentades en nom de les víctimes és considerada vital per a permetre que les organitzacions no governamentals, com ara organitzacions feministes i grups pro-drets humans, utilitzin el Protocol per fer valer la Convenció.
Per a utilitzar el mecanisme del Protocol, els denunciants han d'haver esgotat totes les accions o recursos que proveeix el dret intern. Així mateix, les denúncies anònimes o aquelles referides a esdeveniments ocorreguts abans que el país respectiu s'unís al Protocol Facultatiu estan excloses. El Comitè pot demanar informació i fer recomanacions a un Estat part, encara que les seves decisions no són vinculants.
Els articles 8 a 10 estableixen un mecanisme d'investigació. Els Estats part poden permetre al Comitè investigar, informar i fer recomanacions sobre «violacions greus o sistemàtiques» de la Convenció. El Comitè pot convidar al respectiu Estat a respondre i informar de qualsevol mesura presa com a resultat de la investigació, sigui directament o per mitjà del procés d'informació normal de la Convenció. Els Estats part poden optar per no sotmetre's a aquesta obligació en la signatura o en la ratificació del Protocol, mitjançant una declaració especial; però, només Bangladesh, Belize i Colòmbia ho han fet.
L'article 11 requereix que els Estats part assegurin que els denunciants sota el Protocol Facultatiu no seran subjectes a maltractaments o intimidació.
L'article 13 obliga els Estats part a informar els seus ciutadans sobre la Convenció, el Protocol Facultatiu i les decisions del Comitè, de manera que es facilitin les denúncies.
Els articles 12 i 14 es refereixen al procediment i l'elaboració d'informes per part del Comitè per a atendre les denúncies.
Els articles 15 al 21 tracten de la ratificació, entrada en vigor i esmena del Protocol.

## Estats signataris i declaracions especials

Estats partícips i signataris del Protocol Facultatiu de la Convenció sobre l'eliminació de totes les formes de discriminació contra la dona
Estats part que reconeixen competència per als articles 8 i 9
Estats part que no reconeixen competència per als articles 8 i 9
Estats que han signat el Protocol, però no l'han ratificat
Estats no signataris

Una sèrie d'Estats part han expressat declaracions i reserves pel que fa a l'aplicació del Protocol. Bangladesh, Belize i Colòmbia han exercit el seu dret sota l'article 10 del Protocol de no reconèixer la competència del Comitè per a investigar «violacions greus o sistemàtiques» de la Convenció. Colòmbia va declarar que ni el Protocol ni el Comitè pot exigir-li que despenalitzi «delictes contra la vida o la integritat personal».
No tots els Estats part de la CEDAW són signataris del Protocol. Hi ha diversos Estats d'importància que no l'han signat. Estats Units no s'ha convertit en signatari pel fet que encara no ha ratificat la CEDAW. Japó no participa en cap dels mecanismes de comunicacions d'individus dels tractats sobre drets humans, però està considerant unir-se mentre observa com estan funcionant aquests procediments. Per la seva banda, Xina està «estudiant el problema de l'accés al Protocol Facultatiu».

## Impacte i crítica
L'impacte d'un tractat internacional pot ser mesurat de dues maneres: per la seva acceptació i per la seva implementació. Respecte a la primera, el Protocol Facultatiu ha guanyat una àmplia acceptació internacional, ja que la majoria dels Estats més importants l'han signat i el Protocol és el segon mecanisme impositiu més acceptat després del Primer Protocol Facultatiu del Pacte Internacional de Drets Civils i Polítics (ICCPR-OP1). En desembre de 2009 l'ICCPR-OP1 tenia 113 Estats part i l'OP-CEDAW en tenia 99.
En canvi, respecte de la seva implementació, el nombre de queixes ateses pel Comitè ha estat limitat. Una avaluació de 2008 duta a terme pel Ministeri de Justícia del Regne Unit va fer les següents observacions: que el raonament del Comitè era imprevisible; que no havia tingut impacte en la formulació de polítiques; i que, tot i les previsions, l'ús del Protocol per part d'organitzacions no governamentals havia estat més limitat del que en un principi s'hagués esperat i només rarament s'havia usat el dret de denúncia. Així mateix, va trobar que hi havia hagut algun èxit limitat, destacant-ne la importància de les polítiques efectives per a protegir les dones de la violència domèstica i de l'esterilització forçosa; però que, fora d'aquestes àrees, el Protocol «no havia portat a un avanç en la promoció dels drets de la dona». Finalment, va concloure que, llevat que s'emprenguessin més esforços per a una presa de consciència sobre el Protocol Facultatiu i que s'enfortís la confiança en les decisions del Comitè, el mecanisme de denúncies seguiria sent infrautilitzat.
El Protocol Facultatiu ha estat criticat per juristes com Bal Sokhi-Bulley, i per feministes com Catharine MacKinnon, que qualifiquen el mecanisme de denúncies com a molt complex, llarg i sense transparència. El caràcter voluntari del Protocol i la naturalesa no vinculant de les seves «recomanacions» són vistes com a límits claus per a la seva efectivitat. Malgrat això, aquestes crítiques aprecien el Protocol com un instrument valuós, encara que imperfecte, per a la realització dels drets de les dones.

## Decisions del Comitè sobre el Protocol

### Denúncies d'individus
El Comitè per a l'Eliminació de la Discriminació contra la Dona ha pres en consideració 11 denúncies contra set països des que el Protocol Facultatiu va entrar en vigor, sobre temes com la violència domèstica, la separació de béns, l'esterilització forçosa o el permís parental. Sis denúncies van ser rebutjades per falta de jurisdicció o perquè els denunciants no havien esgotat totes les vies internes de denúncia. Les altres cinc decisions són resumides a continuació:
- El 2005, en el cas de la Sra. A. T. contra Hongria,[44] el Comitè va dictaminar que Hongria havia violat diversos articles de la Convenció en fracassar en l'adequada protecció de les dones davant de la violència domèstica. Va recomanar que la denunciant fos immediatament protegida del seu excompany abusador i que Hongria havia de millorar el tractament dels casos de violència domèstica i havia d'adoptar immediatament la recomanació prèvia del Comitè sobre una llei que reconegués les ordres de protecció i d'exclusió.[44] Les recomanacions van ser implementades en el sisè informe periòdic d'Hongria, presentat al Comitè el 2006.[45]

- El 2006, en el cas de la Sra. Dung Thi Thuy Nguyen contra els Països Baixos,[46] el Comitè va expressar reserves sobre alguns aspectes de les prestacions per llicència de maternitat als Països Baixos. Va recomanar al govern neerlandès que recopilés més informació sobre la quantitat de dones que combinen el treball assalariat a temps parcial amb el treball per compte propi i que revisés la llei si es revelava que un nombre significatiu de dones estaven en desavantatge.[46]

- El 2006, en el cas de la Sra. A. S. contra Hongria,[47] el Comitè va determinar que l'esterilització forçosa de gitanes a Hongria violava la Convenció. Va recomanar compensar la denunciant per la violació dels seus drets, una completa revisió de la legislació sobre el consentiment informat en casos d'esterilització per a assegurar que el compliment dels estàndards internacionals sobre els drets humans i una supervisió regular de les instal·lacions mèdiques hongareses per a assegurar que tots els canvis fossin posats en práctica.[47]

- El 2007, en els casos de Şahide Goekce (morta) contra Austria[48] i de Fatma Yildirim (morta) contra Àustria,[49] el Comitè va dictaminar que el govern austríac havia fracassat en protegir les dones contra la violència domèstica.[48] Va recomanar enfortir la implementació i supervisió de la legislació existent sobre violència domèstica i millorar la formació de la policia, dels magistrats i dels funcionaris encarregats.[49]

### Investigacions
El Comitè ha dirigit també una investigació sobre les «greus o sistemàtiques violacions» de l'article 8, amb relació a l'assassinat sistemàtic de dones a la localitat mexicana de Ciudad Juárez, Chihuahua. Va trobar «faltes greus» per part del govern mexicà consistents en la permanència i tolerància de la violació dels drets humans de la dona, sent una de les seves manifestacions més brutals la violència de gènere i els homicidis i desaparicions de dones de manera molt generalitzada i sistemàtica. El Comitè va fer les següents recomanacions: que les autoritats federals i estatals participin en la investigació dels assassinats, que es castiguin els oficials negligents o còmplices i als qui s'hagin implicat en la persecució dels familiars de les víctimes; i que s'incrementin els plans de prevenció de la violència.